# 小美濃清明
小美濃 清明（おみの きよはる、1943年（昭和18年）4月6日 - 2022年（令和4年）5月5日）は、日本の歴史研究家。幕末史研究会会長、坂本龍馬関連を取り上げ、刀剣関係などを執筆した。

## 来歴

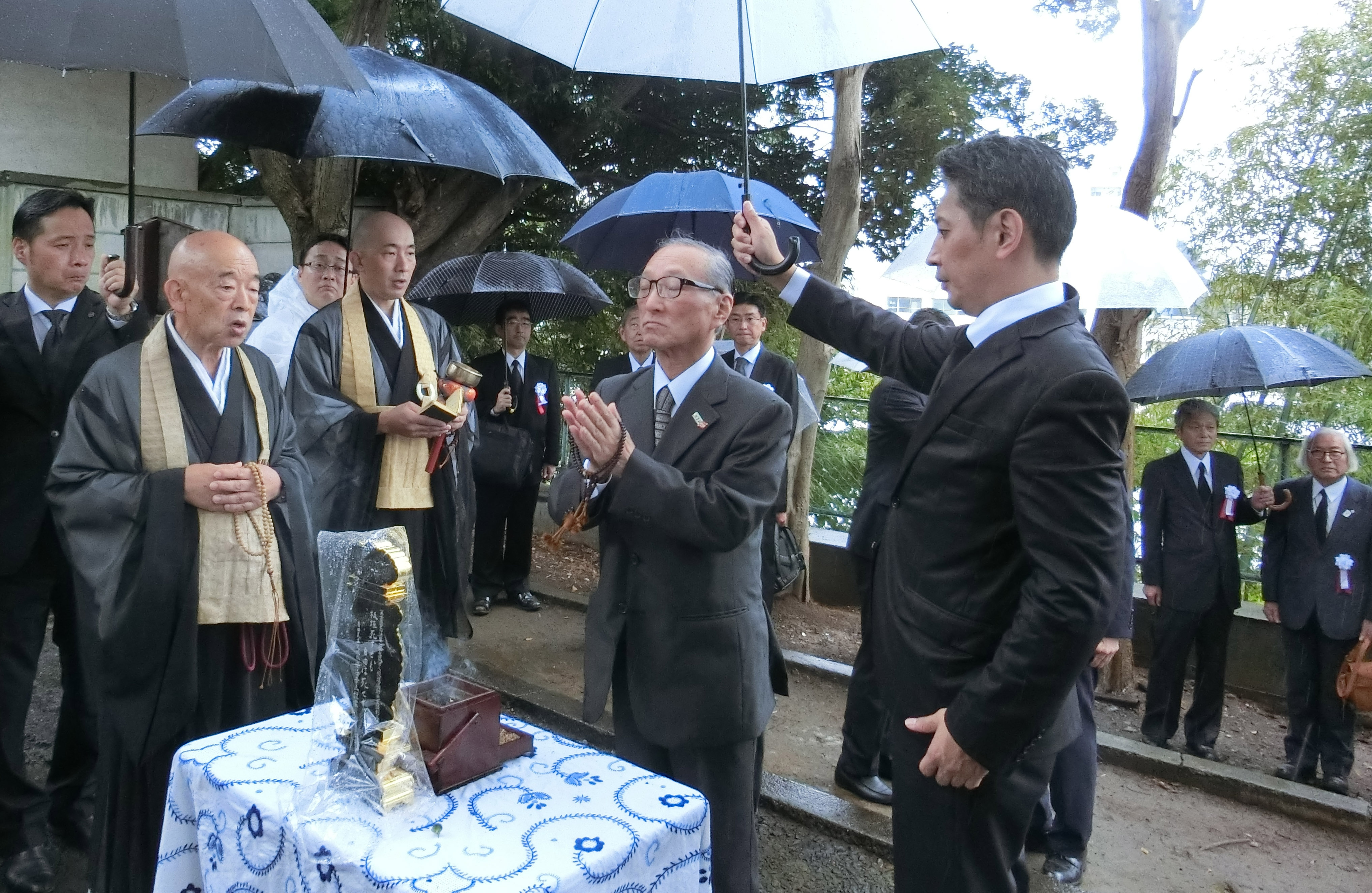
明治維新150年・板垣退助百回忌法要にて焼香を行う小美濃清明（東京・品川）

昭和18年（1943年）4月6日、東京都の刀剣研師の家に生まれる。誕生日が板垣退助の岐阜遭難事件と同じ「4月6日」であったことから土佐藩の歴史に興味を持ち、後年『宮地團四郎日記・土佐藩士が見た戊辰戦争』を執筆する起因となった。
また幼年期より坂本龍馬のファンであった父・喜平の影響下で、刀剣の知識を学ぶ。早稲田大学卒業後に家業を継いで、坂本龍馬研究家・宮地佐一郎が執筆した本の刀剣について指摘をするが、お互いの自宅が近くであったため、師弟関係を結んだ。日本刀剣保存協会の評議員、幕末史研究会会長、全国龍馬社中副会長・常任相談役を務めた。
平成30年（2018年）9月29日、東京・品川区で斎行された明治維新150年・板垣退助薨去百回忌法要（愛国忌）に参列。直会の席で板垣退助玄孫・髙岡功太郎、福岡孝弟曾孫・福岡孝昭らをはじめ、幕末史を彩る子孫各家の臨席する中で『板垣退助と幕末土佐藩』と題する講話を行った。
令和4年（2022年）5月5日逝去。享年80歳（満79歳没）。
同年7月30日、幕末史研究会の主催により、アルカディア市ヶ谷において『小美濃清明会長を偲ぶ会』が斎行された。

## 著書
- 『坂本龍馬と刀剣』小美濃清明著、新人物往来社、1995年11月
- 『龍馬の遺言』小美濃清明著、藤原書店、2015年11月
- 『宮地團四郎日記・土佐藩士が見た戊辰戦争』小美濃清明著、右文書院、2014年4月
- 『坂本龍馬大鑑』小美濃清明監修・執筆、KADOKAWA、2017年11月

### 共著・共編
- 『坂本龍馬地図帳』小美濃清明監修・考証、橋本邦健監修、人文社、2009年10月
- 『龍馬の世界認識』岩下哲典・小美濃清明編、藤原書店、2010年2月